# João Rafael Kapango
João Rafael Kapango (Maputo, 14 settembre 1975) è un ex calciatore mozambicano, di ruolo portiere.

## Carriera

### Club
Dopo aver iniziato la carriera nella squadra della sua città natale, nel 2004 Kapango si è trasferito in Egitto, dove ha giocato per il Tersana.

### Nazionale
Kapango ha indossato i colori nazionali per 46 volte, prendendo parte alla Coppa delle nazioni africane 2010 in Angola.